# Kaposvár vasútállomás
Kaposvár vasútállomás Kaposvár város és egyben Somogy vármegye legnagyobb vasútállomása. A megyeszékhely belvárosának déli szélén helyezkedik el, közúti elérését csak városi utak biztosítják. Felvételi épülete az 1-es és 2-es számú váltókezelő toronnyal, valamint az 1894-ből származó szelvényszámjelzővel együtt országos műemléki védettség alatt áll.

## Leírás
A jelentős személy- és teherforgalmat lebonyolító állomás Kaposvár belvárosának szélén található, közvetlenül a távolsági és a helyi buszpályaudvar mellett, így a legtöbb helyi járatú busszal könnyen megközelíthető. Legszélesebb részén 9 vágányos, ebből általában 4-et használnak személyvonatok indítására. Az állomás keleti végén szerelőműhely működik, a főépületben pedig régebben vendéglő (később kocsma) is, ahol 1908-ban Nagyatádi Szabó István vezetésével megalakult a Somogy Megyei Kisgazdák Egyesülete. Az épület előtt taxiállomás, az állomástól nyugatra étterem található, keleti szomszédságában pedig egy légvédelmi óvóhely állt, amelyet még a második világháború előtt építettek, ám 2018-ban lebontották.
A város külsőbb részein további öt vasútállomás és vasúti megállóhely található: Kaposszentjakabon (régen Kaposvár-Közvágóhíd), Tüskeváron (Kapostüskevár, korábbi nevén Kaposvári Textilművek), Répáspusztán, Toponáron és Kaposfüreden. A jelentős vasúti teherforgalom kiszolgálására külön teherpályaudvar épült a Keleti városrészben, az ipari parkok mellett.
Kaposvárról a 20. század elején még hat irányba indultak vonatok, azonban a Kaposvár–Barcs-vasútvonal és a Kaposvár–Szigetvár-vasútvonal 1970-es évek végén történt megszüntetésével mára négy irány maradt. Jelenleg Gyékényes-Nagykanizsa, Dombóvár-Pusztaszabolcs-Budapest, valamint a Balaton felé, Fonyód és Siófok irányába indulnak vonalak, ez utóbbi kettő nem villamosított. Budapest és a megyeszékhely között közvetlen InterCity járatok is közlekednek (Rippl-Rónai, Somogy, Kresz Géza).

## Története
Kaposvárt először 1872-ben érte el a vasút: ekkor nyílt meg a Zákány és Dombóvár közötti pályaszakasz. Nagyon jelentős esemény volt ez a város életében, hiszen biztosította a lehetőséget a további gazdasági fejlődéshez. A lakók is nagyon várták már a vasút elkészültét: az 1872. március 25-én érkező legelső mozdony érkezéséről így tudósít a Somogy folyóirat 1872. április 2-i száma:
„A késői idő dacára roppant számú nép várta »Richárd« érkezését, s zajosan éljenezte. A mozdony el volt halmozva koszorúval, lobogókkal, s a székváros teljes örömben volt a gyors közlekedés ez első fecskéjének látásán. Az öröm csak úgy lesz áldott, ha a székváros anyagi gyarapodását is magával hozta a kőszénfüst és gőzerő, mit erősen hiszünk.”

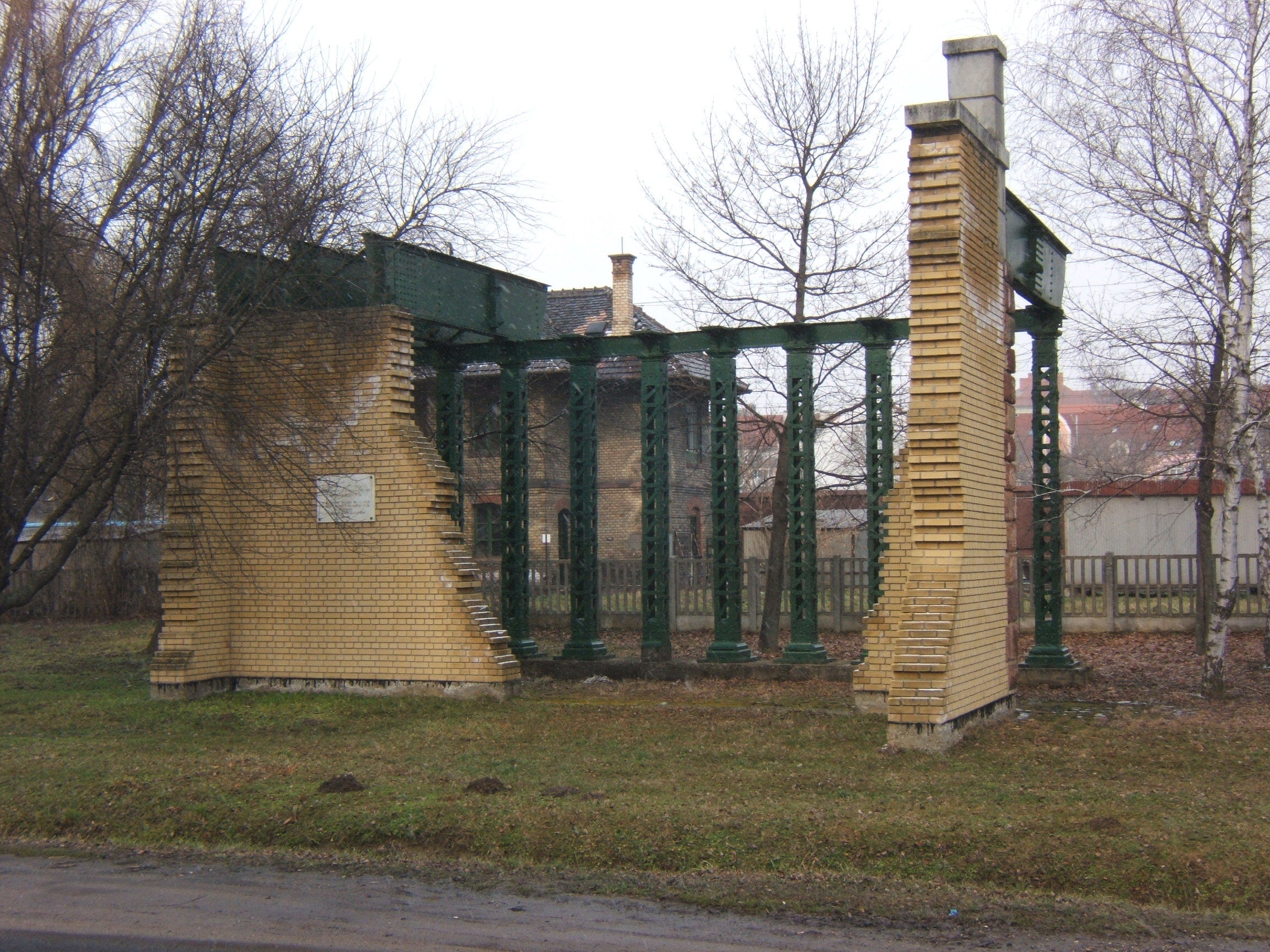
Az 1898-ban épített felüljáró maradványaiból kialakított emlékmű

1888 kezdetén 3 hónap alatt mintegy 14 000 vasúti teherkocsi haladt át a vasútállomáson, az 1910-es évek elején pedig 5 irányból napi 28 vonat érkezett ide, így a város vasúti forgalma Pécsét is megelőzte.
1894-ben Felsőmocsolád irányában indult el a vonatközlekedés, később ez a vonal Siófokig is elért, majd 1896-ban Fonyódot kapcsolta össze vaspálya a megyeszékhellyel. Erről a tényről a 100 éves évfordulón állított emléktábla is megemlékezik. Végül 1900-ban Szigetvár és 1905-ben Középrigóc (Barcs) felé épült ki a vasút, de ez utóbbi kettő az 1970-es években megszűnt. Ahogy arról egy másik emléktábla is tájékoztat az állomás falán, 1990-ben villamosították az állomást, majd hét évvel később megkezdődött a főépület felújítása is.
A vasút fölött a biztonságosabb közlekedés érdekében már 1898-ban felüljárót létesítettek, ez csaknem 100 évig állt a helyén, de a villamosítás során a vezetéképítés miatt le kellett bontani. Ma maradványai a Gilice utcában emlékműként szolgálnak. Az új felüljáró valamivel keletebbre épült meg.
A jelenlegi állomásépület építése 1899-ben kezdődött meg Pfaff Ferenc tervei alapján, bár eredetileg már a vasút megnyitásának évében, 1872-ben is épült a helyén egy kisebb indóház. A tervező később a kaposvári állomás mintájára építette meg a verseci és a szatmárnémeti állomásokat is. 1944. június 30-án súlyos amerikai bombatámadás érte a vasútállomást és környékét: a bombázások során 15-en életüket is vesztették.
2015 tavaszán megkezdődött a vasútállomás területének és épületeinek teljes felújítása, az átadásra 2017. március 9-én került sor. Mivel az 1940-es években az épület belső díszei szinte teljesen megsemmisültek, és az eredeti tervek csak hiányosan álltak rendelkezésre, ezért a felújítás tervezői a verseci állomás megmaradt díszeit vették figyelembe. Az új épületben kormányablak is nyílt.

## Nevezetességek
Az állomás mellett két régi jármű van kiállítva: egy BCmot típusú motorkocsi 1931-ből (pályaszáma: ABymot 473) és egy Walschaert-Heusinger vezérművű gőzmozdony (376.642).

## Vonalak
- 35-ös vonal (Kaposvár–Siófok)
- 36-os vonal (Kaposvár–Fonyód)
- 41-es vonal (Dombóvár–Gyékényes)

## Forgalom
| Járat                               | Útvonal | Gyakoriság                                  |
| ----------------------------------- | --- | ------------------------------------------- |
| személyvonat                        | Dombóvár – Dombóvár alsó – Nagyberki – Kaposszentjakab – Kaposvár – Kaposújlak – Kaposmérő – Kaposfő – Kiskorpád – Jákó-Nagybajom – Kutas – Beleg – Ötvöskónyi – Somogyszob – Bolhás – Szenta – Zrínyitelep – Csurgó – Gyékényes (– napi 3 pár tovább: Zákány – Őrtilos – Murakeresztúr – Nagykanizsa) | Kb. 2 óránként                              |
| személyvonat                        | Siófok – Sióvölgy – Siójut – Ádánd – Som-Nagyberény – Daránypuszta – Bábonymegyer – Tab – Kapoly – Somogymeggyes – Karád – Andocs – Bonnya – Kisbárapáti – Felsőmocsolád – Mernye – Somodor – Somogyaszaló – Répáspuszta – Toponár – Kaposszentjakab – Kaposvár | Napi 3 pár                                  |
| személyvonat                        | Kisbárapáti – Felsőmocsolád – Mernye – Somodor – Somogyaszaló – Répáspuszta – Toponár – Kaposszentjakab – Kaposvár | Napi 2 pár                                  |
| személyvonat                        | (Karád → Andocs → Bonnya → Kisbárapáti →) Felsőmocsolád – Mernye – Somodor – Somogyaszaló – Répáspuszta – Toponár – Kaposszentjakab – Kaposvár | Napi 2 pár                                  |
| személyvonat                        | Tab – Kapoly – Somogymeggyes – Karád – Andocs – Bonnya – Kisbárapáti – Felsőmocsolád – Mernye – Somodor – Somogyaszaló – Répáspuszta – Toponár – Kaposszentjakab – Kaposvár | Napi 1 pár                                  |
| személyvonat                        | Fonyód – Pusztaberény – Lengyeltóti – Tatárvár – Öreglak – Somogyvár – Pamuk – Osztopán – Somogyjád – Várda – Kaposfüred – Kapostüskevár – Kaposvár | Napi 5 pár                                  |
| Fenyves sebesvonat                  | Pécs – Szentlőrinc – Sásd – Dombóvár alsó – Kaposvár – Fonyód – Bélatelep – Alsóbélatelep – Balatonfenyves – Balatonfenyves alsó – Máriahullámtelep – Máriaszőlőtelep – Balatonmáriafürdő – Balatonberény – Balatonszentgyörgy – Keszthely | Nyáron napi 1 pár                           |
| Helikon InterRégió                  | Győr – Győr-Gyárváros – Győrszabadhegy – Gyömöre-Tét – Szerecseny – Vaszar – Pápa – Celldömölk – Jánosháza – Sümeg – Tapolca – Balatonederics – Balatongyörök – Vonyarcvashegy – Gyenesdiás – Keszthely – Balatonszentgyörgy – Balatonberény – Balatonmáriafürdő – Balatonfenyves alsó – Balatonfenyves – Alsóbélatelep – Bélatelep – Fonyód – Lengyeltóti – Öreglak – Somogyvár – Pamuk – Osztopán – Somogyjád – Kapostüskevár – Kaposvár (hétvégén 1-2 pár tovább: – Dombóvár alsó – Sásd – Szentlőrinc – Pécs) | 2 óránként                                  |
| Helikon InterRégió                  | Tapolca – Raposka – Balatonederics – Becehegy – Balatongyörök – Vonyarcvashegy – Gyenesdiás – Alsógyenes – Keszthely – Balatonszentgyörgy – Balatonberény – Balatonmáriafürdő – Balatonfenyves alsó – Balatonfenyves – Alsóbélatelep – Bélatelep – Fonyód – Lengyeltóti – Öreglak – Somogyvár – Pamuk – Osztopán – Somogyjád – Kapostüskevár – Kaposvár | Napi 1 pár                                  |
| Kresz Géza és Rippl-Rónai InterCity | Budapest-Keleti – Budapest-Kelenföld – Simontornya – Pincehely – Szakály-Hőgyész – Dombóvár – Kaposvár | Napi 2 pár                                  |
| Somogy InterCity                    | Budapest-Keleti – Budapest-Kelenföld – Simontornya – Pincehely – Szakály-Hőgyész – Dombóvár – Kaposvár – Kiskorpád – Jákó-Nagybajom – Kutas – Beleg – Ötvöskónyi – Somogyszob – Bolhás – Csurgó – Gyékényes | Napi 1 pár                                  |
| Zágráb Advent Expressz              | Csak nemzetközi forgalomban vehető igénybe Zágráb és magyarországi állomások között. Pécs – Szentlőrinc – Dombóvár alsó – Kaposvár – Somogyszob – Gyékényes – Zagreb Glavni kolodvor (Zágráb) | Advent 3. vasárnapja előtti szombaton 1 pár |